# Kilogrunden
Kilogrunden är en ö i Finland. Den ligger i sjön Larsmosjön och i kommunen Karleby i den ekonomiska regionen  Karleby  och landskapet Mellersta Österbotten, i den centrala delen av landet, 400 km norr om huvudstaden Helsingfors. Öns area är 2 hektar och dess största längd är 260 meter i sydväst-nordöstlig riktning. I omgivningarna runt Kilogrunden växer i huvudsak blandskog.